# Julien Espinosa
Julien Espinosa, né le 5 février 1984 à Nice (Alpes-Maritimes) est un entraîneur français de basket-ball.

## Biographie

### Antibes (2007-2019)
Titulaire d'un Master professionnel en « Activité physique, nutrition et santé » de l'université de Nice Sophia Antipolis en 2006, Julien Espinosa rejoint l'Olympique Antibes Juan-les-Pins en 2007 en tant qu'éducateur au sein du centre de formation du club. Il termine vice-champion de France en tant qu'entraîneur avec l'équipe cadets d'Antibes en 2011.
La saison suivante, il prend les rênes de l'équipe première d'Antibes, alors en Pro B, avec pour objectif le maintien de l'équipe en deuxième division. L'équipe termine alors dixième avec un ratio de seize victoire pour dix-huit défaites.
Pour la saison 2012-2013, les Sharks d'Antibes engagent Alain Weisz comme entraîneur principal dont Espinosa devient l'assistant. Cependant, Weisz est remercié courant mars 2013 à la suite d'une série de mauvais résultats. Il est remplacé par son assistant qui parvient à classer l'équipe cinquième et à se qualifier pour les playoffs. Au cours de ces playoffs, Antibes parvient à défaire Boulogne-sur-Mer (4e) puis Pau-Lacq-Orthez (1er) avant de battre en finale Châlons-Reims (3e) et de se qualifier sportivement pour la Pro A.
En décembre 2013, l'entraîneur d'Antibes, Jean-Aimé Toupane est démis de ses fonctions en raison de mauvais résultats et Espinosa devient l'entraîneur principal de l'équipe. Il ne peut maintenir l'équipe en ProA, laquelle est reléguée à l'échelon inférieur avec une dernière place au championnat et un bilan de seulement 6 victoires pour 24 défaites.
Relégué en Pro B pour la saison 2014-2015, il resigne, à la surprise générale, Tim Blue et Will Solomon qui sont ses deux principaux leaders. Durant cette saison, il amène les Sharks d'Antibes jusqu'en finale de la Leaders Cup Pro B, nouvelle compétition de la LNB. Les Sharks ramènent ce premier trophée après leur victoire 56-54 face aux Alsaciens de Souffelweyersheim qui leur assure une place d'office en playoffs d'accession. Au terme de la saison régulière, les Antibois terminent à la sixième place du classement avec un bilan de 19 victoires pour 15 défaites. Durant les playoffs, ils éliminent au premier tour l'Hermine de Nantes (5e) par 2 victoires à 1 malgré le fait qu'ils ne possédaient pas l'avantage du terrain, suit en demi-finale Le Portel (9e) (finaliste de la coupe de France 2015) 2 victoires à 1 mais avec l'avantage du terrain cette fois. En finale, face à l'équipe de l'AS Denain Voltaire, Antibes remporte ces playoffs, synonyme d'accession en Pro A un an après l'avoir quittée. C'est sa deuxième montée en trois ans avec les Sharks d'Antibes.

### Chalon-sur-Saône (jan.2020 - mai 2021)
Le 28 janvier 2020, il devient l'entraineur de l'Élan Chalon en remplacement de Philippe Hervé. Lors de la saison 2020-2021, début mai 2021, après un bilan de huit victoires pour seize défaites et une 16e place sur 18, Julien Espinosa est demis de ses fonctions et Ali Bouziane assure l'intérim jusqu'à la fin de saison.

### Alliance Sport Alsace (depuis fév.2022)
Le 24 février 2022, il est nommé entraîneur de l'Alliance Sport Alsace, club de deuxième division, en remplacement de Stéphane Eberlin jusqu'à la fin de la saison 2021-2022. Le club sort de la zone rouge et atteint même les playoffs. Il est prolongé pour les saisons 2022-2023 et 2023-2024.

## Clubs

### En tant qu'entraîneur
- 2007-2011 :  Olympique d'Antibes Juan-les-Pins (Centre de formation)
- 2011-2012 :  Sharks d'Antibes (Pro B)
- 2012-Mar.2013 :  Sharks d'Antibes (adjoint) (Pro B)
- Mar.-Mai 2013 :  Sharks d'Antibes (Pro B)
- Sept.-Déc.2013 :  Sharks d'Antibes (adjoint) (Pro A)
- Déc.2013-2014 :  Sharks d'Antibes (Pro A)
- 2014-2015 :  Sharks d'Antibes (Pro B)
- 2015-2019 :  Sharks d'Antibes (Pro A)
- fin janvier 2020 - début mai 2021 :  Chalon-sur-Saône (Jeep Elite)
- Depuis février 2022 :  Alliance Sport Alsace (Pro B)

## Palmarès

### En tant qu'entraîneur
- Vice-champion de France Cadet : 2011
- Champion de France de Pro B : 2013
- Leaders Cup Pro B : 2015